# Wabasso (geslacht)
Wabasso is een geslacht van spinnen uit de familie hangmatspinnen (Linyphiidae).

## Soorten
De volgende soorten zijn bij het geslacht ingedeeld:
- Wabasso cacuminatus Millidge, 1984
- Wabasso hilairoides Eskov, 1988
- Wabasso koponeni Tanasevitch, 2006
- Wabasso millidgei Eskov, 1988
- Wabasso quaestio (Chamberlin, 1949)
- Wabasso replicatus (Holm, 1950)
- Wabasso saaristoi Tanasevitch, 2006
- Wabasso tungusicus Eskov, 1988